# Histoire de l'exploration européenne du Tibet

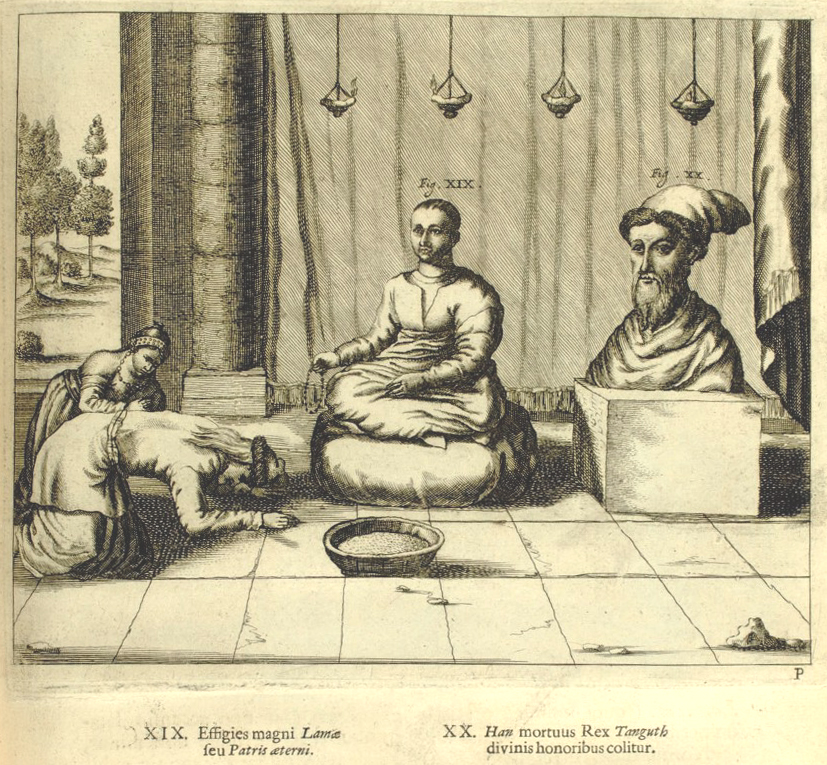
Le « Grand Lama ou Père éternel » (le dalaï-lama), avec, à son côté, une statue à l'effigie de Güshi Khan, Khan mongol qui plaça au pouvoir le 5e dalaï-lama, gravure de China illustrata (La Chine illustrée) d'Athanasius Kircher (Amsterdam, 1667), d'après un dessin de Johann Grueber.

On dénombre un certain nombre d'Européens qui ont pu se rendre au Tibet avant 1950. Les premiers visiteurs y arrivèrent au Moyen Âge. Il s'agissait au départ surtout de commerçants et de missionnaires chrétiens. Les explorateurs arrivèrent plus tard.

## Contextes géographique et politique
Le Tibet est une région culturelle et historique d'Asie, d'une superficie de 2,5 millions de km² située essentiellement en République populaire de Chine. Constitué des anciennes provinces tibétaines du Kham, de l'Ü-Tsang et de l'Amdo, il comprend aujourd'hui essentiellement les subdivisions administratives autonomes tibétaines de la République populaire de Chine dont la région autonome du Tibet ainsi que des régions extérieures comme le Ladakh, le Mustang, l'Arunachal Pradesh, le Bhoutan, le Sikkim…
Au XIXe siècle, la géographie du Tibet demeure largement méconnue, seuls quelques voyageurs ont franchi les cols himalayens et découvert le « toit du monde ».
Le tibétologue Charles Ramble précise que l'isolement du Tibet a pour origine d'une part les obstacles de son relief et d'autre part une xénophobie politique.[source insuffisante]

### Des difficultés d'accès géographique

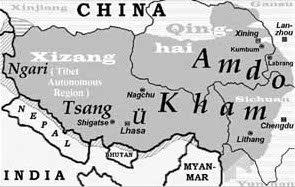
Le Tibet constitué du Kham, de l'Amdo et de l'U-Tsang

Le Tibet géographique est principalement constitué d'un haut plateau, le plateau Tibétain, entouré de trois côtés par les plus hauts massifs du monde, l'Himalaya au sud, le Karakoram à l'ouest et le massif du Kunlun au nord, ce qui rend le Tibet difficile d'accès.
C'est au Tibet que les grands fleuves d'Asie prennent leur source et y ont leur cours supérieur : le Brahmapoutre, la Salween, l’Indus, le Mékong, le Fleuve Jaune, le Yang-tsé…

### Des difficultés d'accès politique
C'est l'époque du Grand Jeu qui renvoie à la rivalité coloniale entre la Russie et la Grande-Bretagne en Asie une des caractéristiques stratégiques des luttes d'influence entre l'Empire russe et l'empire britannique, de 1813 à la convention anglo-russe de 1907. Cet affrontement s'effectue aussi par explorateurs interposés.
Dans le récit de son séjour de Sept ans au Tibet (1944-1951), l'Autrichien Heinrich Harrer explique que, contrairement aux autres pays, le Tibet n'avait pas de barrières, de gardes ni d'inspecteurs des douanes à ses frontières. Pour dissuader les étrangers d'y pénétrer, il était formellement interdit de leur vendre quoi que ce soit, sous peine de graves sanctions. La population ne pouvait que leur être hostile. Le même constat se retrouve sous la plume du Britannique Robert W. Ford qui fut opérateur radio à la Mission britannique à Lhassa, puis travailla au Sikkim et enfin à Lhassa et à Chamdo pour le compte du gouvernement tibétain à la fin des années 1940 : il ajoute qu'il fallait un laissez-passer, le lamyik, délivré par les autorités de Lhassa, pour pouvoir se procurer ravitaillement, logement et transport sans difficultés.

## Motivations et organisation des expéditions
L'attrait exercé par le Tibet sur les explorateurs répond à diverses motivations qui peuvent être, selon le cas, scientifiques, politiques ou spirituelles.
Charles Ramble indique que le XIXe siècle et le début du XXe siècle furent l'âge d'or de l'exploration. La montée en puissance des pouvoirs impériaux en Europe s'accompagna d'une volonté de découvrir des territoires inaccessibles ou méconnus. Cette exploration du Tibet relevait largement d'une conquête impérialiste. Ces explorateurs étaient issus des principaux pouvoirs européens, la majorité d'entre eux profitaient de leurs périples scientifiques pour pratiquer l'espionnage.
Certains d'entre eux ont été des pionniers en matière de tibétologie, ayant publié, par la suite, des études érudites sur la civilisation tibétaine.

## Explorateurs

### Moyen Âge
Les premiers voyage en Asie centrale se situent au milieu du XIIIe siècle. En 1241, à la mort de leur khan Ögödei, les Mongols se retirent d'Europe. Le roi Saint-Louis et le pape envoient alors des émissaires au Grand Khan de Mongolie afin de connaitre ses intentions. Le moine franciscain Jean de Plan Carpin séjourne à la cour mongole du khan Kuyuk. C'est avec le récit de sa mission qu'apparaissent les premières informations sur le Tibet.
Lors de son périple en Asie, entre 1274 et 1291, Marco Polo aurait traversé des régions limitrophes du Tibet. Il en parle comme étant une vaste étendue envahie de bêtes sauvages mais très peu peuplée, car ayant été dévastée peu de temps avant sa visite par les Mongols. Au Tibet oriental, rapporte-t-il, le sel d'un grand lac salé servait de monnaie d'échange sous forme de dalles de sel gravées du sceau du grand Khan.
Selon sir Henry Yule, le moine franciscain Odoric de Pordenone semble avoir visité le Tibet et peut-être même Lhassa vers 1328. Il rapporte qu'à la mort d'un homme, les prêtres coupent son corps en morceaux, le fils en fait cuire la tête pour la manger et fait du crâne un gobelet. La tibétologue Françoise Pommaret est d'avis que si Odoric de Pordenone a longtemps été considéré comme le premier occidental à pénétrer à Lhassa, il aurait en fait visité Khotan en Asie centrale et recueilli auprès des habitants ce qu'il écrit concernant le Tibet.

### XVIIesiècle
- En 1624, le jésuite portugais Antonio de Andrade réussit à pénétrer au Tibet occidental où il fut reçu par le roi d'une région de ce pays, le Royaume de Gugé. Grâce à son appui, un petit poste de mission fut installé à Tsaparang. Plusieurs jésuites y vécurent. La mission fut fermée en 1641[16].

- Sur les conseils du père de Andrade, une mission fut envoyée au Tibet méridional depuis l'Inde en 1627. Les missionnaires portugais João Cabral and Estêvão Cacella furent accueillis à Shigatse par le roi d'Utsang. Ils y établirent une mission en 1628[17]. Cabral et Cacella firent découvrir aux Occidentaux le pays mythique de Shambhala (qu'ils transcrivirent sous la forme Xembala dans leurs rapports destinés à l'Inde)[18].

- Les suivants furent deux autres jésuites missionnaires européens, Johann Grueber et Albert Dorville, qui, munis d'un passeport impérial, accomplirent un voyage scientifique de Pékin à Âgrâ en Inde, séjournant quelque temps à Lhassa en 1661[19]. Ils firent des relevés géographiques et des observations sur l'organisation politique et religieuse du Tibet, un monde à l'époque inconnu des Européens. Les écrits de ces missionnaires ont été reproduits à la fin du XVIIe siècle par Athanasius Kircher dans sa China illustrata[20] et à la fin du XVIIIe siècle par J. F. Laharpe.

### XVIIIesiècle

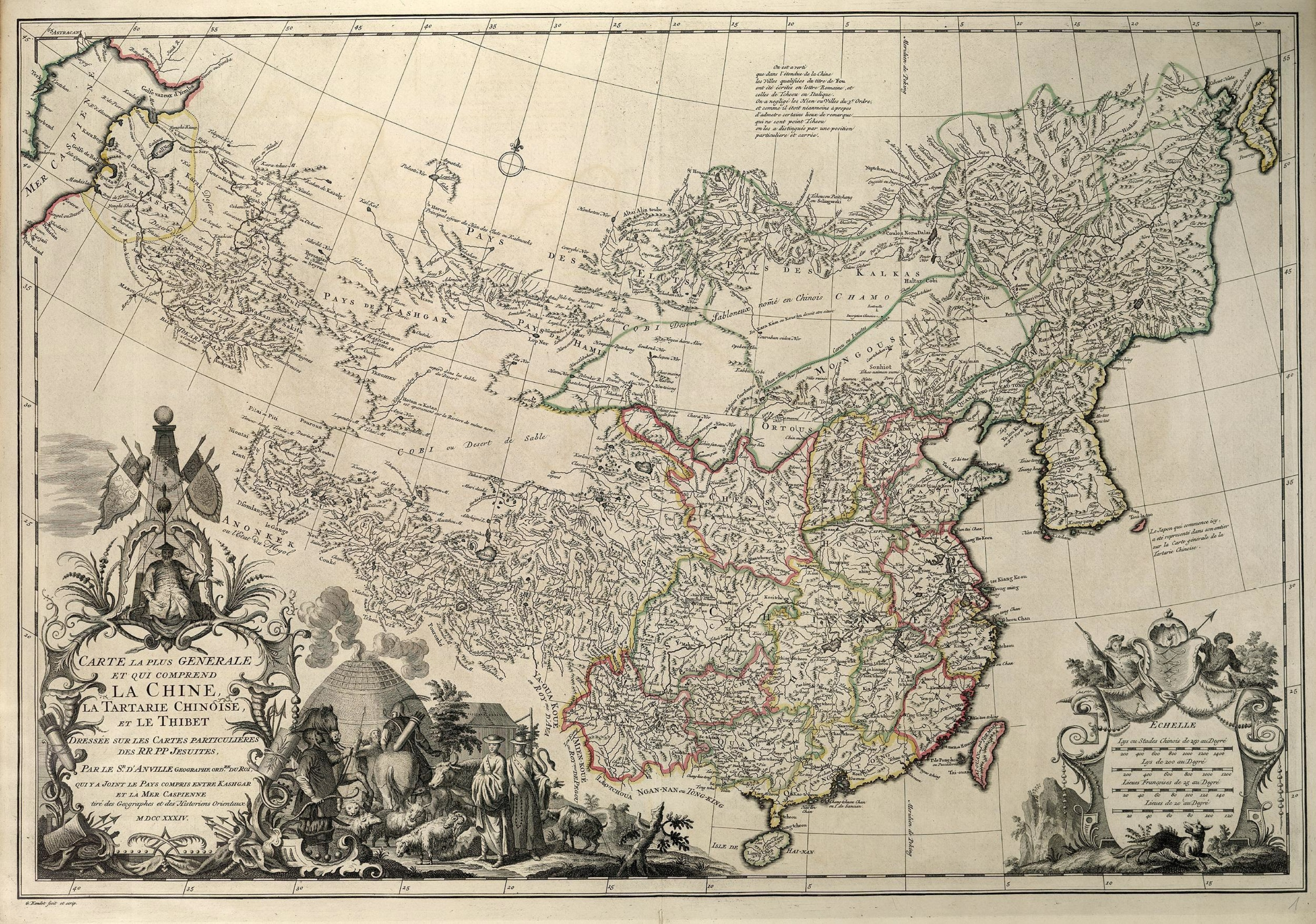
Carte de la Chine, de la Tartarie-chinoise et du « Thibet » en 1734 par Jean-Baptiste Bourguignon d'Anville

- Le 12 juin 1707, le capucin Francesco della Penna (1680-1745) arriva à Lhassa lors d'un premier voyage de reconnaissance, avant de retourner à Rome [21].

- Le 17 mars 1716 les pères jésuites Manoel Freyre et Ippolito Desideri arrivèrent à Lhassa, où Desideri demeura treize ans[22]. Desideri quitta le Tibet en 1721, et à son retour rédigea un rapport qui ne sera publié qu’en 1904[23]. Il y décrit le mode de gouvernement et l’intense activité commerciale régnant à Lhassa.

- La même année 1716, arrivèrent également à Lhassa le frère Francesco della Penna et la mission des capucins. Première marque de relations inter-religieuses qui réapparaitront au XXe siècle, le pape Benoît XIV avait écrit une lettre pour le 7e dalaï-lama, Kelzang Gyatso, qu'il avait remise au père Orazio Della Penna. Les capucins bâtirent un hospice, une chapelle, et convertirent plusieurs personnes [22]. Selon Elio Marini, malgré les dissensions entre les deux ordres, Desideri et Della Penna se mirent à étudier ensemble le tibétain, au monastère de Sera, près de Lhassa, sous la direction d'un lama. Della Penna vécut pendant seize années au Tibet et commença un premier dictionnaire du tibétain en italien, qui en 1732 comprenait déjà 33 000 mots. Il traduisit plusieurs ouvrages tibétains en italien, et inversement quelques ouvrages de doctrine chrétienne en tibétain. Il était connu et respecté pour ses travaux et sa science dans tout le Tibet sous le surnom du Lama au cheveux blancs. Cependant, à partir de 1720, les Mandchous incitèrent les moines tibétains à se méfier des Occidentaux et les missions fermèrent les unes après les autres. Un incident accéléra les choses : 7e dalaï-lama avait accordé aux missionnaires la liberté de culte et de prosélytisme; mais lorsque trente Tibétains et Tibétaines se furent convertis, ils refusèrent d'accepter la bénédiction du dalaï-lama et de prendre part aux prières obligatoires. Après un long procès, le 22 mai 1742, cinq Tibétains chrétiens furent flagellés. Della Penna fut reçu en audience par le dalai-lama, mais le sort de la mission était dès lors joué : il dut partir pour le Népal, où il mourut en 1745. En 1996, l'actuel 14e dalaï-lama a été reçu officiellement par le maire de Pennabilli, village natal de Francesco della Penna[21].

- Entre 1725 et 1735, Samuel van der Putte (1690-1745), explorateur néerlandais, se rend plusieurs fois au Tibet, où il séjourna à Lhassa quelques années, il passe également par Khokonor (Qinghai), Pékin, Indes (Kérala, Cachemire, Pondichéry, New-Delhi, Malacca), Népal, Perse, Assyrie et Turquie[24].

- En 1774[22], George Bogle (1747-1781), aventurier écossais et diplomate, rencontra en tant qu'émissaire de la Compagnie des Indes britanniques, à Shigatse, le 6e panchen-lama, Palden Yeshe. Selon Alexandra David-Néel, c'était en tant qu'envoyé de Warren Hastings, gouverneur de l'Inde[22].

- En 1783, un certain Turner fut à son tour envoyé, selon Alexandra David-Néel, par Warren Hastings auprès du panchen-lama[22].

### XIXesiècle

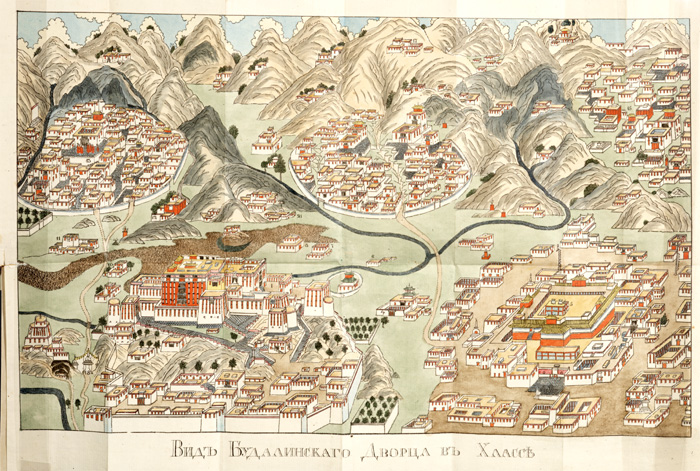
Plan de Lhassa au XIXe siècle par Nikita Bichurin

- Entre 1811 et 1812, l'explorateur anglais Thomas Manning visita le Tibet. Il atteint Lhassa en 1812 parmi la suite d'un général chinois[22], a décrit sa rencontre avec le 9e dalaï-lama, âgé alors de sept ans.

- Le philologue et orientaliste hongrois Sándor Kőrösi Csoma (1784-1842), aussi connu sous de nom d'Alexander Csoma de Köros, gagna la vallée de Zanskar au Ladakh où il passa 16 mois en 1826-1827 à étudier la langue tibétaine et la culture bouddhiste, sous la houlette d'un lama du nom de Sangs-rgyas-phun-tshogs. Ce séjour, financé par la Compagnie anglaise des Indes orientales, lui permit de réunir une collection de manuscrits tibétains et de rédiger en anglais la première grammaire tibétaine (Grammar of the Tibetan Language) et le premier dictionnaire sanscrit-tibétain-anglais (Sanskrit-Tibetan-English Vocabulary).

- De 1844 à 1846, le père Évariste Huc (1813-1860), religieux français de l'ordre des Lazaristes, avec son collègue Joseph Gabet, missionnaires en Chine, effectua des missions d'exploration à travers la Mongolie (Tartarie) jusqu'au Tibet, dont il rendit compte dans un récit à grand succès, naturellement partisan, mais sincère, honnête et bien informé, qui fit beaucoup pour faire connaître le Tibet réel en France, Souvenir d'un voyage dans la Tartarie, le Thibet et la Chine pendant les années 1844, 1845 et 1846. Cet ouvrage en deux volumes, dans sa deuxième édition de 1853, a été mis en ligne par la BNF, ainsi que par l'Université de Québec[25]. Lorsqu'il visita le monastère de Kumbum, construit en l'honneur de Tsongkhapa en 1560, Évariste Huc put observer l'arbre de santal blanc qui avait poussé, selon la tradition, du sang de la naissance Tsongkapa, et dont les feuilles étaient marquées de lettres tibétaines[1] ; Alexandra David-Néel a pu voir cet arbre lorsqu'elle vint à Kumbum, bien que l'arbre fût déjà mort et ne portât plus de feuilles[26].

- Vers 1860, la Société des missions étrangères de Paris possédait des propriétés dans la province de Tsarong[22]. Le pape Grégoire XVI lui avait confié en 1846 la tâche d'évangéliser le Tibet. Dès 1855, une mission avait été établie à Bonga dans le Szechuan, à la frontière du Tibet oriental. Persécutés par les Tibétains, ils envoyèrent en 1867 des lettres au colonel Ramsay, le résident britannique à Kathmandou, demandant l'intervention des Népalais en leur faveur. Sir Jang Bahadur adressa en ce sens une lettre à Lhassa, qui n'eut pas d'effet. En 1887 plusieurs des établissements frontaliers des missionnaires furent détruits par les Tibétains[27].

- En 1868, Thomas Thornville Cooper essaya de gagner l'Assam, depuis la Chine, via le Tibet oriental dans l'espoir d'ouvrir une nouvelle route commerciale pour les Britanniques. Malgré l'aide des missionnaires français, il fut refoulé par les Tibétains à Bathang. En 1869, il tenta la même aventure en partant d'Assam[28].

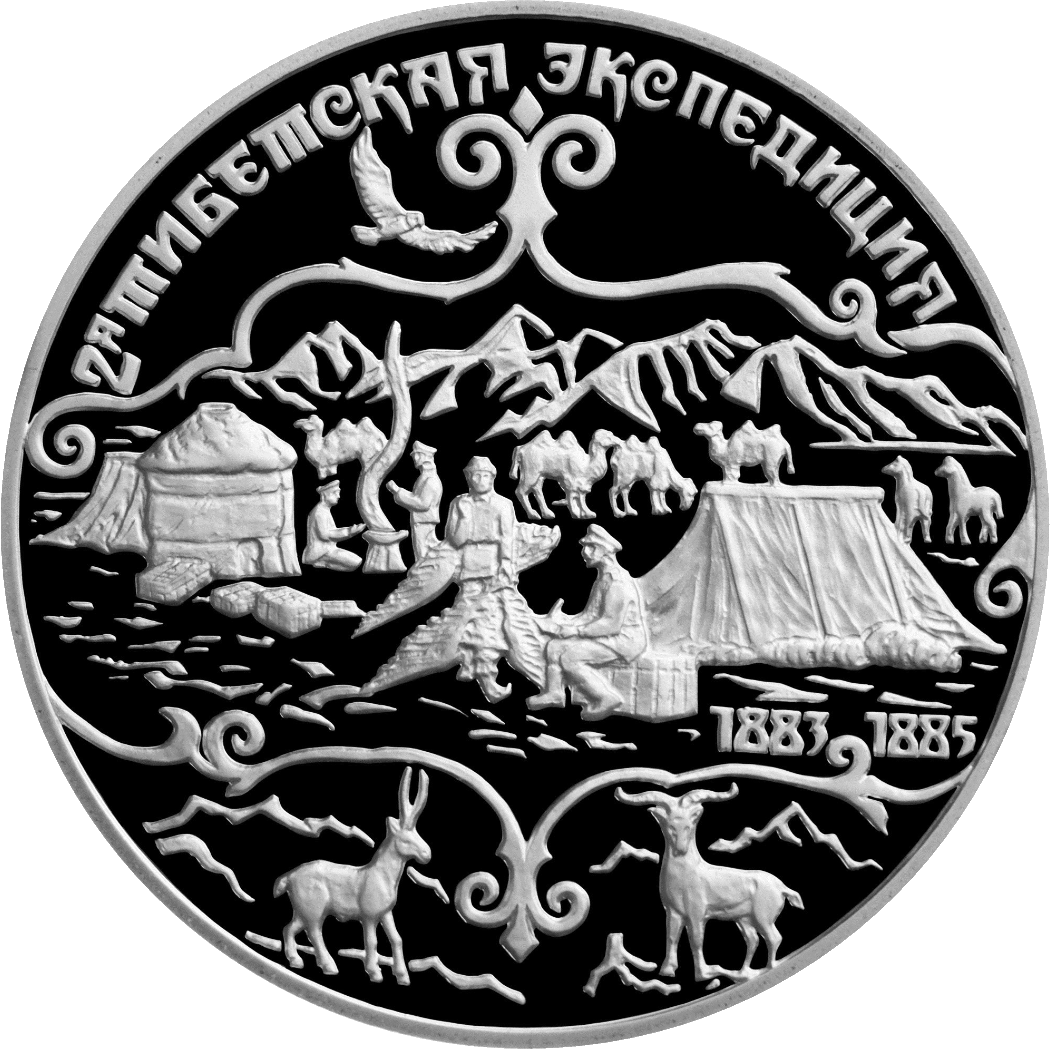
Pièce de monnaie de la Banque Russe en l'honneur de Prjevalski qui en 1883 explore les sources du fleuve Jaune dans les monts Kunlun

- De 1870 à 1888, le colonel russe Nicolaï Prjevalski, financé par le ministère de la Guerre Russe et la Société de géographie de Saint-Pétersbourg, sillonne le Tibet. Il réussit à s'approcher de Lhassa à deux reprises sans parvenir à pénétrer dans la ville[6].

- En 1876 Nina Mazuchelli publia le récit d'une expédition qu’elle avait faite en Himalaya avec son mari et l’un des amis de celui-ci, tous deux membres de l’administration coloniale en Inde[29].

- En 1889, Isabella Bird (15 octobre 1831-7 octobre 1904), exploratrice et écrivain, traverse notamment le Ladakh[30].

- En 1890, afin de rallier Paris au Tonkin, en Indochine française, l'explorateur Gabriel Bonvalot traverse le plateau tibétain en plein hiver. Juste avant d'arriver à Lhassa, des ambassadeurs du gouvernement tibétain les arrêtent. Après de longues négociations, leur voyage peut reprendre. Ils doivent alors traverser le plateau tibétain jusqu'à son extrémité orientale. Ils atteignent Tatsienlou (actuel Xian de Kangding dans la préfecture autonome tibétaine de Garzê) en juin, il y restera un mois. Gabriel Bonvalot décrit ainsi la ville :

« Tatsienlou a une population composée de Tibétains et de Chinois. La plupart des Chinois sont soldats ou bien marchands, occupés surtout au commerce du thé, de l'or, de la rhubarbe et des peaux. On trouve aussi dans leurs boutiques des marchandises européennes, des tapis et des draps russes, des calicots anglais, de l'horlogerie suisse, des contrefaçons allemandes. ».
- En 1892-1893, Annie Royle Taylor (1855-1920), missionnaire en Chine[31], passa 7 mois au Tibet. Elle tenta de gagner l'Inde depuis la Chine en passant par Lhassa, déguisée en nonne, mais dut faire demi-tour à quelques jours de marche de cette ville et regagna l'Inde par Tachienlu. Elle s'installa plus tard dans la vallée de Chumbi[28].

- En 1893, commandité par le gouvernement français, Jules Léon Dutreuil de Rhins (1846-1894), géographe français, en compagnie de Gabriel Bonvalot, du prince Henri d'Orléans et de Grenard, s'approcha de Lhassa jusqu'aux bords du Lac Namtso (Namtso tchimo ou lac Tengri)[22]. Leur exploration de l'Asie centrale et du Tibet avait commencé en 1891. Dutreuil sera tué lors d'un accrochage avec des Goloks dans ce qui est l'actuelle préfecture autonome tibétaine de Golog province du Qinghai.

- L'Américaine Fanny Bullock Workman (1859-1925), avec son époux William Hunter Workman, après de nombreux voyages à vélo, commença à pratiquer l'alpinisme d'une manière quasi-professionnelle : elle mena huit expéditions dans l'Himalaya de 1898 à 1912. Elle est coauteur, avec son mari, de Ice-bound heights of the Mustagh: an account of two seasons of pioneer exploration in the Baltistan Himálaya[32].

- En 1895, un botaniste et missionnaire français, Pierre Jean Marie Delavay, réside dans une région proche du Tibet, Kunming, capitale de la province de Yunnan, qui fut sous influence tibétaine à l'époque du Royaume de Nanzhao, et où il a décrit de nombreuses espèces de plantes[33]. En 1886, ses longues marches vers le plateau du Tibet l'amènent à découvrir des pavots d'un bleu lumineux, maintenant connus sous le nom de Meconopsis betonicifolia, et peut-être décrits avant lui sous le nom de Meconopsis napaulensis[34].

- Entre 1897 et 1899, le capitaine anglais Henry Hugh Peter Deasy (1866-1947) explore dans l'Ü-Tsang le Chang Thang plateau désertique où se trouvent les plus hauts lacs salés du globe. Malade, Deasy devra rebrousser chemin[35].

- Deux autres Anglais, Welby et Malcolm tenteront aussi la traversée du Chang Thang, du Ladakh à la Chine. L'expédition est aussi un échec, certains de ses membres seront retrouvés par Sven Hedin[35].

- Le père Jean-André Soulié (1858-1905) parvient à Tse-kou en 1891. Puis en 1896, il s'établit à Yaregong, où il devient vite très apprécié en soignant les malades. Botaniste, il recueillera plus de 7 000 espèces, on lui doit entre autres fleurs, une rose tibétaine (Budleia variabilis Hemls) dont il envoya des graines à M.-L. de Vilmorin[36]. Il sera assassiné en 1905[37].

### Première moitié duXXesiècle
- Au début du XXe siècle, le Japonais Ekai Kawaguchi met presque quatre ans pour atteindre Lhassa après des haltes dans de nombreux monastères et un pèlerinage au mont Kailash dans l'ouest du Tibet. Il s'installe alors comme moine chinois et acquiert une excellente réputation de médecin, ce qui l'amène à avoir une audience avec le 13e dalaï-lama, Thubten Gyatso (1876 à 1933)[38]. Il vit alors pendant quelque temps au monastère de Séra[39].

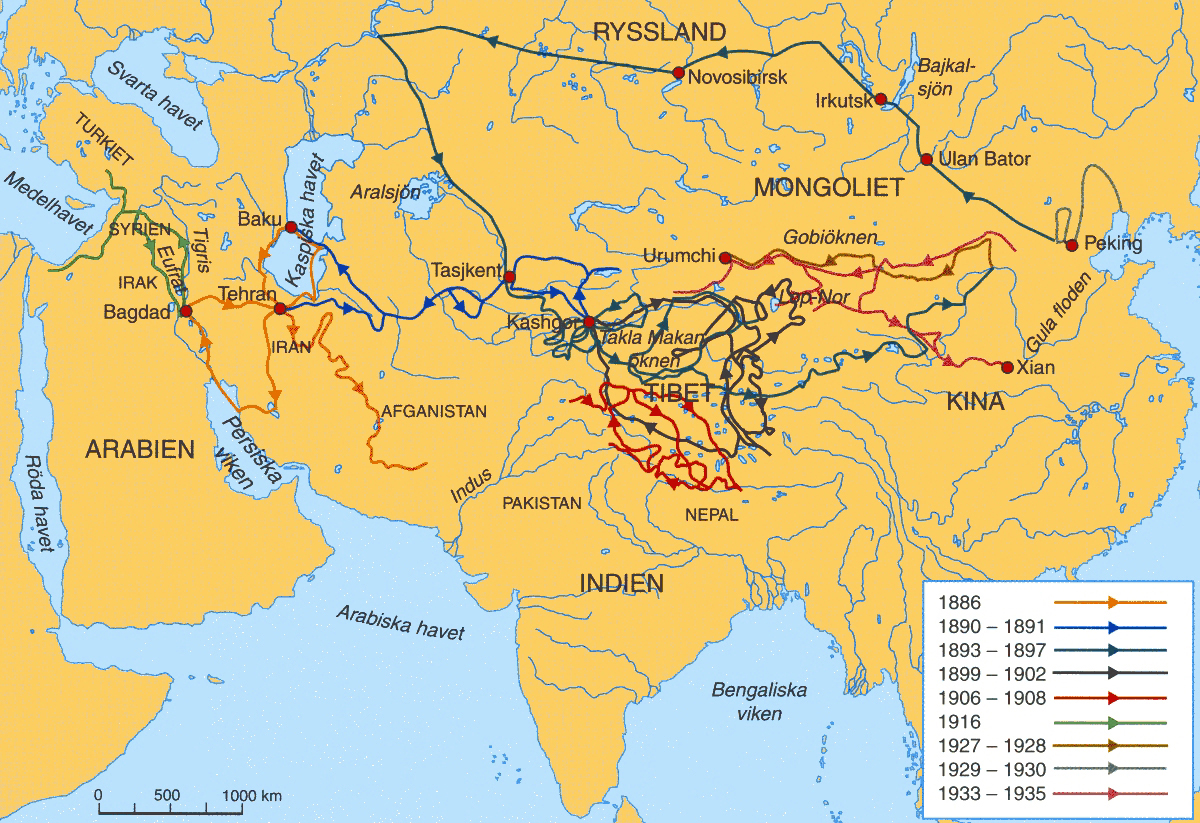
Carte des voyages de Sven Hedin

- De 1899 à 1902, Sven Hedin (1865-1952), explorateur et savant suédois, visita l'Asie Centrale et cartographia le Tibet, mais ne réussit pas à gagner Lhassa. De 1905 à 1909, c'est-à-dire lors de sa troisième expédition en Asie centrale, il passa un certain temps au Tibet, où il semble être le premier à avoir reconnu le réseau trans-himalayen. Après avoir traversé le Tibet occidental, il atteignit Simla à la frontière indienne. On lui doit plusieurs ouvrages[40].

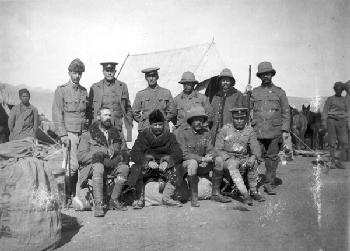
Francis Younghusband menant les forces britanniques à Lhassa en 1904

- Francis Younghusband (1863-1942), militaire britannique. Avec le grade de major, il servit comme ambassadeur au Tibet de 1902 à 1904. En 1903-1904, sous les ordres du vice-roi, Lord Curzon, de concert avec John Claude White, agent politique britannique (British political officer) pour le Sikkim, il conduisit une expédition militaire au Tibet par suite de différends frontaliers entre le Sikkim et le Tibet. La Chine n'intervint pas et cette mission se transforma de facto en invasion, l'armée britannique occupa Lhassa et la convention entre la Grande-Bretagne et le Tibet fut signée. En chemin, Younghusband massacra 1 300 Tibétains à Gyangzê. L'armée britannique fut appuyée par le roi du Bhoutan, Ugyen Wangchuck, qui en retour fut fait chevalier. Younghusband sévit ensuite au Cachemire puis retourna en Angleterre. Il fut élu président de la Royal Geographical Society en 1919. Par la suite il encouragea activement ceux qui entreprenaient des ascensions de l'Himalaya, y compris George Mallory, qui escalada le premier l'Everest : il suivirent exactement le chemin de la première expédition britannique au Tibet. En 1938, Younghusband encouragea Ernst Schäfer qui s'essayait à conduire la première expédition allemande au Tibet pour le compte d'Himmler, en dépit des obstacles qu'y mettaient les Anglais[41].

- En 1904, Edmund Candler arriva à Lhassa avec l'expédition britannique de Francis Younghusband, ce qui lui inspira The Unveiling of Lhasa[22].

- En juillet 1905, Tom George Longstaff, accompagné par deux guides italiens Alexis Brocherel et Henri Brocherel et six porteurs, effectue l'ascension du Gurla Mandhata. Ils établissent leur camp de base à Taklakot; cinq camps d'altitude sont successivement mis en place mais, vers 7 000 mètres d'altitude, ils doivent renoncer mais établissent par la même occasion un record d'altitude pour l'époque[6].

- En 1906, Jacques Bacot (1877-1965), géographe, linguiste, ethnologue, explorateur et orientaliste français du début du XXe siècle, traversa la province de Tsarong et visita Menkong, au sein d'une expédition partie du Tonkin. Il suivit un itinéraire traditionnel de pèlerinage qui le mit en contact intime avec la vie religieuse des Tibétains. À son retour à Paris en 1908, il se consacra à l'étude du tibétain auprès de Sylvain Lévi. Il retourna dans l'Himalaya à deux reprises, en 1913-1914, puis en 1930-1931. Il voyagea beaucoup, notamment dans les régions frontalières du Tibet, et fut le premier scientifique européen à étudier la grammaire tibétaine traditionnelle. Il fut l'un des premiers à déchiffrer les Manuscrits de Dunhuang en vieux tibétain. En 1936 il fut nommé directeur d'études de tibétain à l'École pratique des hautes études et dirigea la Société asiatique de 1945 à 1954. Les peintures et les bronzes qu'il rapporta de ses différentes expéditions, ainsi que ses notes, sont aujourd'hui conservés à Paris au Musée Guimet.

- En 1908, Robert Geerts, ingénieur-conseil et chimiste de Peng, vice-roi du Kan-sou, fut envoyé en mission spéciale au Tibet. A la tête de la première mission belge dans la région, ill parcourut le "Pays interdit" « avec toutes les facilités possibles ». Il rapporta de ses rencontres avec les nomades des observations qui offrirent un réel intérêt, bien avant David-Néel, mais resta cantonné dans un relatif anonymat[42],[43],[44].

- Vers 1911, le capitaine britannique Bailey releva la carte d'une partie du Tsarong[22]. Il publia deux récits de ce voyage[45].

- En 1911 puis 1914, le capitaine anglais Frank Kingdon-Ward (en), naturaliste qui a laissé des relations de ses voyages, visita aussi la province de Tsarong[46]; en 1924 il visita le pays de Pemakoichén[22]. Une nouvelle expédition en 1933 est racontée dans son ouvrage Plant Hunter in Tibet [47].

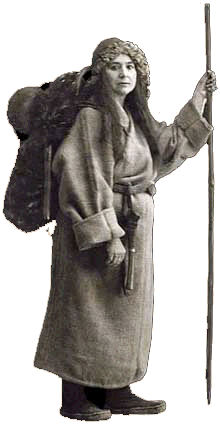
Alexandra David-Néel en pèlerine - mendiante tibétaine portant sur le dos ses bagages. C'est dans ce déguisement qu'elle réussit à pénétrer à Lhassa en 1924.

- Dans les années 1920-1930, Joseph Rock (1884-1962) un botaniste américain s'installe près de Lijiang, dans le village de Nguluko, il écrit de nombreux articles pour le National Geographic où il décrit ses expéditions dans le royaume de Muli (actuel Xian autonome tibétain de Muli), Gongga Shan dans l'ancienne province du Kham (actuelle préfecture autonome tibétaine de Garzê), les trois montagnes sacrées de Shenrezig, Jambeyang et Chanadorje, connues actuellement sous le nom de réserve naturelle du Yading[49], ainsi que la rivière Salween. Ces articles lui valent une certaine renommée et inspirent le romancier James Hilton (1900-1954) pour son livre Lost Horizon, où il évoque une communauté de l’Himalaya connue sous le nom de Shangri-La.

- De 1920 à 1921, le Polonais Ferdynand Ossendowski, qui doit fuir les Bolcheviks, cherche à rejoindre à pied l'Inde anglaise, par les passes de Mongolie, puis le désert de Gobi, puis le plateau tibétain, ensuite l'Himalaya puis de nouveau la Mongolie.

- L'explorateur et diplomate britannique George Pereira (en) (1865-1923) part de Jyekundo et met le cap sur Lhassa en 1921-1922, accompagnés d'un  serviteur, d'un cuisinier, d'un interprète tibétain, d'un chef de caravane et de quatre muletiers[50]. Il est le premier Européen à donner une description précise de l'Amnye Machen, l'un des sommets du massif dit Amnye Machen Shan (aujourd'hui dans le district de Maqên, préfecture autonome tibétaine de Golog, Qinghai). Ses carnets furent mis en forme par Francis Younghusband et publiés de façon posthume en 1925 sous le titre Peking to Lhasa; The Narrative of Journeys in the Chinese Empire Made by the Late Brigadier-General George Pereira.

- En 1924, Alexandra David-Néel (1868-1969), exploratrice française, visita plusieurs régions du Tibet et parvint même à gagner Lhassa incognito[51]. À son retour, dès son arrivée au Havre le 10 mai 1925, elle peut mesurer l’extraordinaire célébrité que lui vaut son audace. Elle fait la Une des journaux et son portrait s’étale dans les magazines[52]. Le récit de son aventure fera l'objet d'un livre, Voyage d'une Parisienne à Lhassa, publié à Paris en 1927[53], mais qui se heurte à l'incrédulité de la critique qui a du mal à accepter les récits de pratiques telles que la lévitation et le tumo (augmentation de la chaleur du corps permettant de résister au froid)[54].

- À partir des années 1930, le peintre Léa Lafugie réalisa trois voyages au Tibet[55].

- P. Matthias Hermanns (1899-1972), un missionnaire de la Société du Verbe-Divin et tibétologue allemand[56], fit des recherches ethnologiques sur le nomadisme dans l'Amdo (ou Qinghai) à l'époque de la découverte du futur 14e dalaï-lama.

- Dans les années 1930 et 1940, Brooke Dolan II (mort en 1945), fils d'un richissime industriel de Philadelphie, Brooke Dolan I, se fit connaître comme aventurier et naturaliste. Il mena deux expéditions en Chine et au Tibet oriental pour le compte de l'Académie des sciences de Philadelphie d'abord en 1931 puis en 1934-1935. La première expédition comprenait Ernst Schäfer, Gordon Bowles, Otto Gneiser et Hugo Weigold. La seconde, le même Schäfer et une missionnaire américaine Marion Duncan. En octobre 1942, il gagna Lhassa avec Ilia Tolstoy (fils de Léon Tolstoï) en tant que membre de l'Office of Strategic Services (OSS) américain, ancêtre de la CIA ; il rencontra alors le jeune dalaï-lama, Tenzin Gyatso, et le gouvernement tibétain. Tolstoy et Dolan passent pour avoir, de leur propre autorité, laissé croire au gouvernement tibétain que les États-Unis avaient reconnu l'indépendance du Tibet[57].

- Dans les années 1930, Ernst Schäfer (1910-1992), chasseur et zoologue allemand spécialisé en ornithologie, se fit connaître par ses trois expéditions au Tibet, la première en 1931, la deuxième en 1934-1935, et la troisième en 1938-1939. Les deux premières se firent sous la conduite de l'Américain Brooke Dolan II. Lors de la deuxième expédition, il rencontra en juillet 1934, le 9e panchen-lama, Thubten Chökyi Nyima, alors en exil à Hangzhou, en Chine. Enrôlé parmi les SS dès 1933, il dirigea personnellement la troisième expédition, placée sous le patronage de l'institut fondé par Himmler, l'Ahnenerbe (« Héritage des Ancêtres »). Les buts officiels de l'expédition étaient d'étudier les régions tibétaines sur les plans géographique, géologique, zoologique, anthropologique, botanique et culturel et de contacter les autorités locales en vue d'établir une représentation dans le pays [58],[59]. Schäfer a laissé plusieurs ouvrages, dont Berge, Buddhas und Bären (litt. « Montagnes, bouddhas et ours »), et a servi de conseiller pour la réalisation du film Geheimnis Tibet (Le Tibet secret).

- Louis Liotard a effectué, en compagnie de André Guibaut, deux missions d'exploration au Kham. Lors de la première exploration, en 1936-37, ils furent les premiers à remonter la Salouen, aux confins du Yunnan occidental, jusqu'à la frontière tibétaine[60]. Lors de la seconde, une mission secrète lors de la Seconde Guerre mondiale[61] en 1939-1940, ils partirent de Kangding, actuel chef-lieu de la préfecture autonome tibétaine de Garzê et se dirigèrent vers le nord au pays des Goloks[62]. Liotard fut tué par des Goloks en 1940[63]. Selon Thoupten Phuntshog, l'identité des bandits, chinois ou tibétains, ne fut jamais élucidée. André Guibaut eu la vie sauve grâce à l'abbé d'un monastère de l'est du Tibet[61].

- Abdul Wahid Radhu fut l'un des membres d'une caravane partie de Leh, capitale du Ladakh, apportant des présents au dalaï-lama à Lhassa. Il s'enthousiasma pour Lhassa et s'y installa en 1942[64].

## Pseudo explorateurs

### Theodore Illion
Theodore Illion (1898-1984), un auteur autrichien, publia dans les années 1930 deux livres de voyage concernant le Tibet :
- Rätselhaftes Tibet (1936) et sa traduction en anglais In Secret Tibet (1937),
- Darkness over Tibet (1938), publié directement en anglais[65].

Dans ce dernier livre, il relate sa prétendue découverte, lors d'un séjour au Tibet de 1934 à 1936, d'une cité souterraine qui abritait une communauté d'initiés régie par un sorcier et pratiquant la magie noire et le cannibalisme. Ce récit est considéré par les spécialistes du Tibet comme étant imaginaire,.

### Slavomir Rawicz
En 1942 un Polonais nommé Slavomir Rawicz prétendit avoir marché de la Sibérie au Tibet. Il en fit un récit publié en 1956. Dans les années 2000, des journalistes de la BBC, après enquête, établirent que Rawicz n'avait pas pu accomplir le périple, les archives polonaises et russes indiquant qu'il était sorti du goulag en 1942 à la faveur d'une amnistie générale des soldats polonais et avait rejoint l'armée polonaise en Russie.

### Helena Blavatsky
Helena Blavatsky, née le 30 juillet 1831 à Ekaterinoslav en Ukraine) et morte le 8 mai 1891 à Londres, un des membres fondateurs de la Société théosophique, aurait réussi, d’après ses dires, à entrer au Tibet par le Cachemire fin 1855, pour y être initiée par ses maîtres, les Mahātmā (« grande âme » en sanskrit). Aucun document n'atteste toutefois sa présence au Tibet. Qui plus est, elle n'a pu y séjourner sept ans comme elle l'a prétendu, et sa connaissance du Tibet est peu conforme à ce qu'on sait du bouddhisme tibétain.

## Fin des explorations dans la deuxième moitié duXXesiècle
sSelon Peter Bishop, avec l'intervention militaire chinoise au Tibet en 1951, la région fut fermée à nouveau, sauf pour certains voyageurs autorisés à s'y rendre dans les années 1960, ainsi les Américains Stuart et Roma Gelder et la romancière Han Suyin, lesquels mirent en avant l'arriération et l'oppression de l'ancien Tibet tout en faisant l'éloge de la modernisation engagée par la Chine au Tibet.
Au début des années 1980, le Tibet fut ouvert à nombre d'autres observateurs moins enclin à l'égard des affirmations chinoises d'avoir libéré les Tibétains. Les récits comme ceux d'Han Suyin, affirmant que tout allait bien au Tibet et que les Tibétains étaient des sujets heureux de la Chine, sont apparus comme très éloignés de la vérité.

## Visiteurs à Lhassa
Les quelques étrangers qui séjournèrent à Lhassa au XXe siècle avant 1951 ont publié des livres dépeignant la vie sociale et culturelle de cette période. Selon la tibétologue Heidi Fjeld, ils ont bénéficié de l'hospitalité des nobles (ainsi Charles Alfred Bell, Heinrich Harrer, Freddie Spencer Chapman) et l'on peut penser que leur compréhension de la culture et de la société tibétaines a été influencée par leur interaction étroite avec la noblese de Lhassa. Selon Heidi Fjeld, la documentation écrite de cette période pré-chinoise de l'histoire tibétaine reflète principalement la vie des élites laïque et ecclésiastique, ne fournissant qu'un éclairage indirect sur la vie des rôturiers.
- Heinrich Harrer et Peter Aufschnaiter, alpinistes autrichiens, membres de l'expédition allemande au Nanga Parbat dans l'Himalaya en 1939, furent interné en Inde par les Britanniques au déclenchement de la 2e Guerre mondiale. Évadé du camp de prisonniers de Dehradun, ils réussirent à franchir l'Himalaya et à gagner le Tibet, alors interdit, en 1944. Après avoir traversé les déserts du plateau central, ce qui constitue un véritable exploit, ils arrivèrent à Lhassa en 1946. Ils devaient y séjourner jusqu'en 1951, travaillant pour le compte du gouvernement tibétain et fréquentant l'élite aristocratique du pays. Harrer devint l'ami du jeune 14e dalaï-lama et de sa famille. Ils quittèrent le Tibet en 1951 juste avant l'invasion de l'armée chinoise. À son retour en Europe, Harrer fit le récit de son odyssée dans Sept ans d'aventures au Tibet, livre qui fut un succès planétaire et fit connaître l'ancien Tibet[73].

- En 1947 l'Allemand Ernst Lothar Hoffman, plus connu sous son nom de religion Anagarika Govinda, qui embrassa le forme bouddhisme tibétain en 1931, visita le Tibet avec son épouse, notamment le Royaume de Gugé. Dans les années 1960, il commença à voyager dans le monde et à donner des conférences sur le bouddhisme [74].
- Reginald Fox
- Hugh E. Richardson
- Robert W. Ford
- Dmitri P. Nedbailoff
- Vasili Zvansov
- Frank Bessac
- Marco Pallis
- Giuseppe Tucci

## Représentations contrastées du Tibet (XIXes.)
Quand les fonctionnaires britanniques eurent pris pied au Tibet à la suite de l'expédition militaire de 1904, ils mirent en avant la vision d'un Tibet autonome dans les domaines culturel et politique et dressèrent un tableau positif du Tibet. Seuls quelques explorateurs voyageant dans le Tibet oriental ou ayant échappé à la surveillance des Britanniques, ainsi William McGovern, Alexandra David-Néel et, plus tard, Heinrich Harrer, furent en mesure d'en donner une autre image. Les administrateurs britanniques essayèrent d'appliquer les concepts occidentaux au Tibet et dépeignirent celui-ci sous les traits d'une entité politique unifiée désireuse de rejoindre la communauté internationale, à l'époque dominée par les puissances coloniales.

### Articles liés
- Tibet
- Christianisme au Tibet
- Mission jésuite au Tibet
- Expédition allemande au Tibet (1938-1939)
- Liste d'explorateurs